# Lucius Tarquinius Collatinus
Lucius Tarquinius Collatinus was als neef van Lucius Tarquinius Priscus aangesteld als stadhouder van de Sabijnse stad Collatia in Alba, de echtgenoot van Lucretia en lid van de koninklijke familie van de Tarquinii.
Toen zijn vrouw werd aangerand door Sextus Tarquinius Superbus, de zoon van Lucius Tarquinius Superbus nam hij samen met Lucius Iunius Brutus en Lucretia's vader, het voortouw bij de verdrijving van de Tarquinii uit Rome.
Hij en Lucius Iunius Brutus werden hierop verkozen tot praetor, wat toen de oorspronkelijke titel was (Livius I. 59). Beiden worden gezien als de stichters van de Republiek en herstellers van de vrijheid. Zij worden ook beschouwd als de eerste consuls, hoewel ze dit theoretisch niet waren.
Omdat zijn afkomst het volk te veel herinnerde aan die van de gehate Tarquinii, werd hij nooit echt populair. Op aanraden van Brutus ging hij in ballingschap te Lavinium.

## Beknopte bibliografie
- Woordenboek Latijn/Nederlands
- BRY, THEODORUS - LoveToKnow Article on BRY, THEODORUS (I.)